# Jumbor Barutronica
 (јап. 重機人間ユンボル, Jūki Ningen Jumbor) је јапанска манга коју је илустровао и написао Хиројуки Такеи. Објављивала се 2007. године у часопису Weekly Shōnen Jump (бр. 3−14) издавачке куће Shueisha. Угашена је након само десет поглавља, након чега је продавана у облику једног танкобона. Неколико година касније, 2009. и 2010, у часопису Ultra Jump Такеи и писац Хиромаса Миками објавили су две кратке приче које су служиле као наставак ове манге. Приче су биле популарне, па је манга обновљена и под насловом Jumbor (ユンボル) се од 17. јула 2010. године објављује у Ultra Jump-у. Такође, исте године, десет поглавља оригиналне Jumbor Barutronica манге и две нове кратке приче су сакупљене у два канзенбан тома.

## Радња
У даљој будућности, 3002. године, грађевинарство је најцењенија професија. Човечанство је својом похлепом умало исцрпело све што Земља има да понуди. Грађевинци су хероји који су успели да обнове свет. 
Бару Кро и његов тим имају за посао да поправе тунел који повезује Доворк са суседним краљевством. Међутим, један од радника звани Боринг помаже другом краљевству да нападне Баруов тим. Бару гине у тој борби, али се он пет година касније враћа у живот, и то у облику детета са роботским рукама. Ривета, принцеза краљевства, му објашњава да је он сад Jumbor и да му је дужност да јој помогне да се освети суседном краљевству. 
На путу ка послу, Бару и његов тим грађевинаца налеће на гужву. Одједном, појављује се велика машина и човек са чудном маском. Он говори човечанству да ће да уништи цео свет како би га обновио. Његове присталице, људи са машинама на рукама и ногама, му помажу у том плану. Десет година касније, Бару се буди у лабораторији. Али не као обичан човек, већ као десетогодишњи дечак са машинама на рукама, као Jumbor.

## Главни ликови
Бару Кро (バル・クロウ, Baru Crow/Craw) је главни протагониста и грађевинац-витез краљевства Доворк. Након што је погинуо, оживљен је као Jumbor 11-D, са лопатама на рукама. 
Ривета Гоунт Хелмет Доворк (リベッタ・グンテ・ヘルメート・ドヴォーク, Rivetta Gounte Helmate Dovork) је принцеза краљевства Доворк. Након што је Генбер завладао светом и одузео јој Доворк, украла је Баруа из његове лабораторије. 
Нипер Торус (ニッパー・トーラス, Nipper Torus) је један од Баруових радника. Након инвазије, проводио је дане кријући се у једној кафани. Одлучује да се придружи принцези Ривети након што сазна да је Бару жив.
Генбер Диод (グバンー・ダイオード, Genber Diode) је главни антагониста приче и Jumbor бр. 0.  

## Манга

### 
Танкобон издање
| Бр. | Датум издања |                   |
| --- | ------------ | ----------------- |
| 1 | 2. мај 2007. | 978-4-08-874377-6 |
| \| - 01: "" (生まれるユンボル ") - " (ユンボルの語源 ") - 02: "" (復活のプリンセス ") - " (クローンと記憶とユンボルホーン ") - 03: "!" (11人おる！ "11-!") - " (ユンボルホーンとその働き ") - 04: "" (.ドカルトの工法 ") - " (ユンボルの装備品 ") - 05: "..." (ツメシオにて ") - " (工法とテツグンテ ") - 06: "" (低い太陽 ") - " (1)" ( (1)) - 07: "" (ユデンの園 ") - " (2)" ( (2)) - 08: "" (リメンバーリベッタ ") - " (バルトロニカ ") - 09: "" (ドカルトトラップ ") - " (ユンボル～男の世界～ ") - 10: "" (そして建設へー ") - " (出し切り設定資料集 ユンボル ") \| |              |                   |
| - 01: "" (生まれるユンボル ") - " (ユンボルの語源 ") - 02: "" (復活のプリンセス ") - " (クローンと記憶とユンボルホーン ") - 03: "!" (11人おる！ "11-!") - " (ユンボルホーンとその働き ") - 04: "" (.ドカルトの工法 ") - " (ユンボルの装備品 ") - 05: "..." (ツメシオにて ") - " (工法とテツグンテ ") - 06: "" (低い太陽 ") - " (1)" ( (1)) - 07: "" (ユデンの園 ") - " (2)" ( (2)) - 08: "" (リメンバーリベッタ ") - " (バルトロニカ ") - 09: "" (ドカルトトラップ ") - " (ユンボル～男の世界～ ") - 10: "" (そして建設へー ") - " (出し切り設定資料集 ユンボル ")       |              |                   |

Канзенбан издање (Ang Zeng Bang)
| - 01: "" (生まれるユンボル ") - 02: "" (復活のプリンセス ") - 03: "!" (11人おる！ "11-!") - 04: "" (.ドカルトの工法 ") |

| - 05: "..." (ツメシオにて ") - 06: "" (低い太陽 ") - 07: "" (ユデンの園 ") - 08: "" (リメンバーリベッタ ") - 09: "" (ドカルトトラップ ") - 10: "" (そして建設へー ") - Додатак: (ユンボル 「荒野の床暖房」 ") |

Jumbor се објављује у часопису Ultra Jump од 17. јула 2010. године. Међутим, из непознатих разлога, на паузи је од 2014. године. Досадашња поглавља су сакупљена у осам танкобона. 
| Бр. | Датум издања       |                   |
| --- | ------------------ | ----------------- |
| 1   | 3. децембар 2010.  | 978-4-08-870162-2 |
| 2   | 2. мај 2011.       | 978-4-08-870232-2 |
| 3   | 4. новембар 2011.  | 978-4-08-870310-7 |
| 4   | 4. јун 2012.       | 978-4-08-870412-8 |
| 5   | 10. децембар 2012. | 978-4-08-870597-2 |
| 6   | 19. април 2013.    | 978-4-08-870656-6 |
| 7   | 4. децембар 2013.  | 978-4-08-870829-4 |
| 8   | 4. јул 2014.       | 978-4-08-880086-8 |